# تربنیتسه (ناحیه لیتومیریتسه)
تربنیتسه (به چکی: Třebenice) یک منطقهٔ مسکونی در جمهوری چک است که در ناحیه لیتومیریتسه واقع شده‌است. تربنیتسه ۱٬۸۲۶ نفر جمعیت دارد.